# Lam Kam San
Lam Kam San (chiń. trad. 林锦新; ur. 10 maja 1971 roku w Makau) – kierowca wyścigowy z Makau.

## Kariera
Lam rozpoczął karierę w wyścigach samochodowych w 2002 roku od gościnnych startów w dywizji 1 Asian Touring Championship, gdzie odniósł jedno zwycięstwo. W późniejszych latach pojawiał się także w stawce Azjatyckiej Formuły Renault oraz Formuła Ford Campus Championship. Od 2013 roku startuje w azjatyckich wyścigach World Touring Car Championship.